# Сураев, Владимир Андреевич
Владимир Андреевич Сураев (12 июня 1947 года, Прилуки, Черниговская область, Украинская ССР, СССР) — Заслуженный мастер спорта СССР (1990), Заслуженный тренер Украинской ССР по авиамодельному спорту. Выступал в категории гоночных кордовых моделей F2C. В Lausanne, 25 October 2023 году был награждён золотой медалью FAI CIAM Legends. 

## Биография
Авиамоделизмом начал заниматься с 7 лет в станции юных техников города Прилуки. Сначала строил модели планёров, затем много лет занимался резиномоторными моделями F1B. Параллельно с этим осваивал гоночные кордовые модели F2C (по классификации ФАИ).
В 1966—1969 годах служил в армии. В 1969 году переехал в Харьков, где стал заниматься авиамоделизмом на профессиональном уровне. С начала 1970 года, имея под рукой две мощные базы ХАЗ и ХАИ, начал проектирование и изготовление двигателей и моделей F2C TR. На это решение так же повлияло, что в 1970 году начался совместный путь с напарником Виктором Барковым. Вместе с ним прошел путь от кандидатов в мастера спорта до вершин в авиамодельном спорте.
В 1973 году Сураеву присвоено звание мастера спорта СССР. В этом же году на чемпионате СССР показал 6-й результат, что послужило основанием для включения экипажа Барков — Сураев кандидатами в сборную СССР. С тех пор этот экипаж постоянно был в составе сборной вплоть до 1991 года, когда он выиграл последний чемпионат СССР.
В 1976 году экипаж Сураев — Барков принял участие в Чемпионате мира по авиамодельному спорту в классе гоночных кордовых моделей F2C в голландском Утрехте. Сураев выступал в качестве механика, Виктор Барков был пилотом. Экипаж показал лучшее время на дистанции 10 км (3 минуты 59 секунд), а в финале на дистанции 20 км (8 минут 8 секунд), что позволило занять итоговое первое место.
В 1977 году экипаж Сураев — Барков взял золотую медаль в командном первенстве на чемпионате Европы в бельгийском городе Вирьвье. В личном зачёте спортсмены стали вторыми.
Вторую золотую медаль чемпиона мира Сураев получил за победу на Чемпионате мира по авиамодельному спорту 1986 года в Венгрии, в классе гоночных кордовых моделей F2C. Экипаж Барков — Сураев показал лучшее время на дистанции 20 км: 6 минут 50 секунд. В командном первенстве чемпионами также стали спортсмены из СССР.
Третью золотую медаль чемпиона мира в личном первенстве получил за победу на Чемпионате мира по авиамодельному спорту 1988 года в г. Киев, в классе гоночных кордовых моделей F2C. Экипаж Барков — Сураев показал лучшее время на дистанции 20 км: 6 минут 42 секунды, установив мировой рекорд.
В 1989 году экипаж Барков — Сураев во второй раз стал чемпионом Европы в личном первенстве по авиамодельному спорту в английском Уигане на дистанции 10 км.
Экипаж Барков — Сураев является автором нескольких рекордов мира, Европы на дистанции 10 км и 20 км.